# Mike Phillips (écrivain)
Pour les articles homonymes, voir Mike Phillips et Phillips.
Mike Phillips, né le 8 août 1941 à Georgetown, à l'époque en Guyane britannique, désormais en Guyana, est un écrivain guyanien, auteur de roman policier. 

## Biographie
Il passe son enfance en Guyane britannique. Alors qu'il a 14 ans, sa famille émigre en Angleterre et s'installe dans le borough londonien d'Islington. 
Il fait des études supérieures à l'université de Londres, où il reçoit un diplôme en anglais, puis étudie les sciences politiques à l'université de l'Essex, avant d'obtenir un diplôme en éducation du Goldsmiths College de l'université de Londres. Pendant qu'il est étudiant, il est à l'emploi d'une bibliothèque.
De 1972 à 1983, il travaille comme journaliste et présentateur à la BBC, tout en donnant en parallèle des cours en sociologie des médias à l'Université de Westminster. En 1987, à la sortie de Prick Up Your Ears, un film biographie relatant la vie du dramaturge Joe Orton qui fréquentait la bibliothèque où il était employé, il prend conscience de l'importance d'écrire ses propres fictions et décide de se lancer dans cette aventure. 
En 1989, il publie son premier roman, Blood Rights. C'est le premier volume d'une série consacrée à Sam Dean, un journaliste noir d'origine jamaïcaine vivant à Londres. Avec le deuxième roman de cette série, The Late Candidate, paru en 1990, il est lauréat du Silver Dagger Award 1990. Le succès de ces deux titres le convainc de se consacrer entièrement à l'écriture à partir 1992, bien qu'il signe encore des articles pour le journal The Guardian et accepte la charge de commissaire d'exposition à la Tate Gallery.
Il siège également à la Royal Society of Literature et est membre de l'ordre de l'Empire britannique.

## Œuvre

### Romans

#### SérieSam Dean
- Blood Rights (1989) Publié en français sous le titre Les Droits du sang, Dapper, coll. « Dapper littérature », 2002  (ISBN 2-906067-80-6)
- The Late Candidate (1990) Publié en français sous le titre Affaire de circonstances, Dapper, coll. « Dapper littérature » (2006)  (ISBN 2-915258-20-1)
- Point of Darkness (1994)
- An Image to Die for (1995) Publié en français sous le titre Image fatale, Dapper, coll. « Dapper littérature » (2004)  (ISBN 2-915258-08-2)

#### Autres romans
- The Dancing Face (1997)
- A Shadow of Myself (2000)

### Novélisation
- Boyz in the Hood (1991)

### Recueil de nouvelles
- Smell of the Coast and Other Stories (1988)

### Autres ouvrages
- Notting Hill in the Sixties (1991)
- Windrush: the Irresistible Rise of Multi-racial Britain (1998) (coécrit avec Trevor Phillips)

## Prix et distinctions

### Prix
- Silver Dagger Award 1990 pour The Late Candidate[2]